# Новое (Павлоградский район)
Новое (укр. Нове, до 2024 года — Новомосковское) — село,
Преображенский сельский совет,
Юрьевский район,
Днепропетровская область,
Украина.
Код КОАТУУ — 1225986307. Население по переписи 2001 года составляло 116 человек .

## Географическое положение
Село Новомосковское находится на расстоянии в 1 км от села Преображенка и в 3-х км от села Алексеевка.
По селу протекает пересыхающий ручей с запрудой.